# Karel Teige
Karel Teige (n. 13 decembrie 1900, Praga, Austro-Ungaria – d. 1 octombrie 1951, Praga, Cehoslovacia) a fost un artist, scriitor și critic modernist avangardist ceh, una dintre cele mai importante figuri ale mișcării avangardiste ale anilor 1920 și 1930. El a fost un membru al mișcării Devětsil (Brusture) în anii 1920 și, de asemenea, a lucrat ca redactor și designer grafic pentru revista lunară a grupului Devětsil ReD (Revue Devětsilu). Una dintre cele mai importante lucrări ale sale despre teoria arhitecturii este Minimum Dwelling (1932).

## Viața și cariera
Cu o evidentă energie fără sfârșit, Teige a introdus arta modernă la Praga. Expozițiile și evenimentele sponsorizate de Devětsil au adus personalități ale avangardei internaționale precum Le Corbusier, Man Ray, Paul Klee, Vladimir Maiakovski și Walter Gropius, printre mulți alții, pentru a ține prelegeri și a lucra la Praga. Teige a interpretat munca lor, uneori la propriu, pentru publicul ceh. În prelegerea sa din 1935, André Breton a adus un omagiu „tovărășiei intelectuale perfecte” cu Teige și Nezval: „Interpretat în mod constant de Teige în modul cel mai plin de viață, făcut să se supună unei tracțiuni lirice puternice de către Nezval, Suprarealismul se poate flata pe sine că a înflorit în Praga la fel ca și la Paris”.
Deși nu era arhitect, Teige a fost un critic de arhitectură priceput, participant activ la CIAM și prieten cu Hannes Meyer, cel de-al doilea director al Bauhaus. Teige și Meyer credeau amândoi într-o abordare științifică și funcționalistă a arhitecturii, întemeiată pe principiile marxiste. În 1929 el a criticat celebrul proiect Mundaneum al lui Le Corbusier  (planificat pentru Geneva, dar care nu a fost realizat niciodată), pe motiv că Le Corbusier s-a îndepărtat de funcționalismul rațional și a fost pe cale să devină doar un stilist. Teige credea că „singurul scop și domeniu de aplicare al arhitecturii moderne este soluția științifică a sarcinilor exacte de construcție rațională”.
După ce a salutat armata sovietică ca eliberatoare a țării, Teige a fost redus la tăcere de către guvernul comunist în 1948. El a murit în 1951 în urma unui atac de cord, cauzat se pare de o campanie de presă sovietică feroce la adresa lui în care a fost catalogat drept un „troțkist degenerat”, lucrările sale au fost distruse de către poliția secretă, iar opera sa publicată a fost interzisă zeci de ani.

## Scrieri

### Versiuni originale

#### Studii
- Stavba o báseň
- Svět, který se směje
- Svět, který voní
- Jarmark umění
- Surrealismus proti proudu

#### Lucrări științifice
- Soudobá mezinárodní architektura
- Moderní architektura v Československu
- Moderní fotografie v Československu
- Vývojové proměny umění v
- Vývoj sovětské architektury
- Sociologie architektury
- Jan Zrzavý

### Ediții în limba engleză
- Modern Architecture in Czechoslovakia and Other Writings (Texts & Documents), J P Getty Trust Pubn, 2000, ISBN 0-89236-596-X
- The Minimum Dwelling, MIT Press, 2002, ISBN 0-262-20136-4